# Świątynia Ćaturśringi w Punie
Świątynia Ćaturśringi w Punie – świątynia hinduistyczna w mieście Pune, w stanie Maharashtra, w Indiach. Została wzniesiona w okresie panowania króla Śiwadźiego, założyciela Imperium Marathów w zachodnich Indiach.

## Patron
Świątyni patronuje bogini Ćattuśringi, zwana też lokalnie imionami: Mahakali, Mahalakszmi, Mahasaraswati, Ambareśwari i Śri Dewi Chattushringi.

## Lokalizacja
Świątynia Chaturshringi wznosi się na wysokość ok. 27 metrów i ma ok. 38 metrów szerokości. Znajduje się na stokach wzgórza Senapati Bapat Road.